# Opatrum riparium
Opatrum riparium är en skalbaggsart som beskrevs av Scriba 1865. Opatrum riparium ingår i släktet Opatrum, och familjen svartbaggar. Enligt den svenska rödlistan är arten sårbar i Sverige. Arten förekommer i Götaland, Gotland, Öland och Svealand. Artens livsmiljö är jordbrukslandskap, stadsmiljö.